# Plataforma Calvià per la Llengua
Plataforma Calvià per la Llengua és un moviment cívic que neix el 27 de maig de 2004 de la necessitat de canalitzar les inquietuds de diferents col·lectius i persones del municipi de Calvià, davant el greuge en què es troba el català en molts àmbits de la vida quotidiana. Des de la Plataforma es vol treballar a favor de la plena normalització de la llengua catalana. Organitza organitza campanyes i actes culturals per promoure el coneixement i l'ús del català i denuncia les agressions que pugui rebre per entitats tant públiques com privades.
La presentació de la Plataforma va rebre el suport del sindicats UGT i CCOO del sector hoteleria i STEI. El 2005 van impugnar els pressupostos municipals de Calvià per considerar insuficient els fons dedicats a la normalització lingüística del català.
Reben el suport polític del PSM-Entesa de Calvià i publica el butlletí L'Estaló amb suport de la Direcció General de Política Lingüística del Govern Balear. El 2007 va rebre el Premi del Voluntariat Lingüístic dels Premis 31 de desembre de l'OCB.

## Destacats membres
- Agustí Aguiló Llofriu (President de la Junta de Personal de l'Ajuntament de Calvià. STEI)
- Pere Morey (Escriptor)
- Cathy Sweeney, presidenta des del 2009 (Obra Cultural Balear de Calvià)[4]
- Antoni Vicenç Batle (Societat Cultural Calvianera)
- Miquel Bauzà i Pérez